# コンソレーション (リスト)
『コンソレーション』（英語：Consolations）S.172は、フランツ・リストが1849年から1850年にかけて作曲したピアノ作品集。

## 概要
タイトルは日本語で『慰め』と訳され、慣習的に英語で呼ばれるが、原題はフランス語でConsolations, Six Penseés poétiques（慰め、6つの詩的思考）。
表題の通り落ち着いた曲想で、上品さと情感がこもっている。『超絶技巧練習曲』など超絶技巧を誇示する他の多くの作品と異なり、平易な技術でも演奏効果が期待でき、人気がある。
献呈先はザクセン＝ヴァイマル＝アイゼナハ大公妃マリア・パヴロヴナ（ロシア皇帝アレクサンドル1世の妹）。リストの女性との交際を支援した人物といわれている。

## 構成

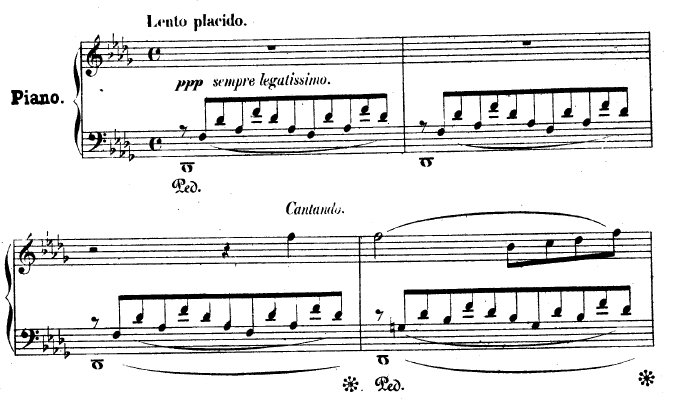
第3番の冒頭部分

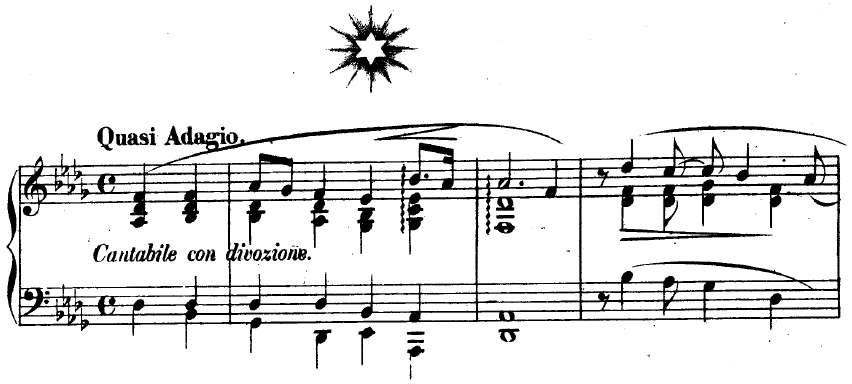
第4番の冒頭部分

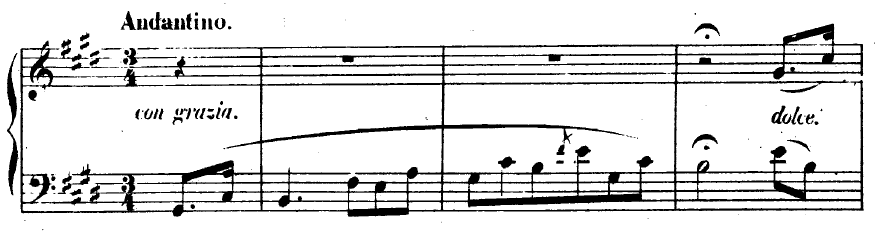
第5番の冒頭部分

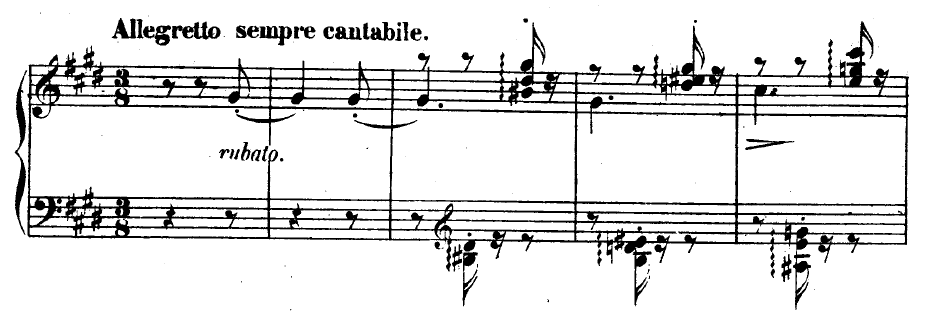
第6番の冒頭部分

第1番
ホ長調、Andante con moto
物静かなコラール風の小品。シンコペーションが緩く流れている。
第2番
ホ長調、Un poco più mosso
伸びやかな上昇音型と自由な変奏が特徴。
第3番
変ニ長調、Lento placido
全曲中最も有名な曲であり、『ため息』に似た左手のアルペジョに乗って右手が優雅な三度の和声を奏でる。
第4番
変ニ長調、Quasi Adagio
第1曲と同様にコラール風の小品。
第5番
ホ長調、Andantino
つぶやくような低音の付点リズムが印象的。
第6番
ホ長調、Allegretto sempre cantabile
マリア・パヴロヴナの作曲した主題によるとされている。